# Hamis vád
A hamis vád az igazságszolgáltatás elleni bűncselekmények egyike.

## A hatályos magyar szabályozás
A hatályos Btk. 268 - 270. -ai szabályozzák.
Aki
- a) mást hatóság előtt bűncselekmény elkövetésével hamisan vádol,
- b) más ellen bűncselekményre vonatkozó koholt bizonyítékot hoz a hatóság tudomására,

bűntett miatt három évig terjedő szabadságvesztéssel büntetendő.
A büntetés egy évtől öt évig terjedő szabadságvesztés, ha a hamis vád alapján az érintett ellen büntetőeljárás indul.
A büntetés két évtől nyolc évig terjedő szabadságvesztés, ha
- a) a hamis vád alapján a vádlottat elítélik,
- b) a hamis vád olyan bűncselekményre vonatkozik, amelynek elkövetőjét a törvény életfogytig tartó szabadságvesztéssel is fenyegeti.[3]

A büntetés öt évtől tíz évig terjedő szabadságvesztés, ha az életfogytig tartó szabadságvesztéssel büntetendő bűncselekményre vonatkozó hamis vád alapján a vádlottat elítélik.
Aki mást hatóság előtt bűncselekmény elkövetésével azért vádol hamisan, mert gondatlanságból nem tud arról, hogy tényállítása valótlan, vagy a bizonyíték hamis, vétség miatt két évig terjedő szabadságvesztéssel büntetendő.
Aki
- a) mást hatóság előtt szabálysértéssel vagy közigazgatási bírsággal sújtandó szabályszegéssel hamisan vádol,
- b) mást hatóság vagy a fegyelmi jogkör gyakorlója előtt fegyelmi vétséggel hamisan vádol,
- c) más ellen szabálysértésre, közigazgatási bírsággal sújtandó szabályszegésre vagy fegyelmi vétségre vonatkozó koholt bizonyítékot hoz a hatóság vagy a fegyelmi jogkör gyakorlójának tudomására,

vétség miatt egy évig terjedő szabadságvesztéssel büntetendő.
Ha a hamis vád folytán eljárás indult, ennek az alapügynek a befejezéséig hamis vád miatt büntetőeljárás csak az alapügyben eljáró hatóság feljelentése alapján indítható. Az ilyen feljelentés esetét kivéve a hamis vád büntethetőségének elévülése az alapügy befejezésének napján kezdődik.
Korlátlanul enyhíthető, különös méltánylást érdemlő esetben mellőzhető a hamis vád elkövetőjének büntetése, ha a vád hamisságát az alapügy befejezése előtt az eljáró hatóságnak feltárja.

## Története

### Hammurabinál
Már az ókorban megjelent ez a bűncselekmény Hammurabi törvényeiben.
A Perrendtartás című 1. fejezet 1. §-a szerint „Ha ember embert bevádol, gyilkosság vádját szórja ellene, de rá nem bizonyítja: vádlója ölessék meg”. Ugyanezen törvényhely 2. §-a szerint „Ha valaki bűbájosság vádját szórja más ellen, de rá nem bizonyítja, az, akivel szemben bűbájosság vádja forog fenn, a folyóhoz menjen, a folyóba merüljön; ha a folyó elragadja: vádlója fogja házát elfoglalni; ha azonban az illetőt a folyó ártatlannak nyilvánítja, úgy, hogy épen marad, az aki ellene bűbájosság vádját szórta; ölessék meg."

### A Magyar jogi lexikonban
A római jog a hamis vádat a császárság korában torbátbüntetéssel (talio) és infamiával fenyítette. Az egyházi jog ez utóbbit általánosította; ez található  a régi német jogkönyvekben is, a pénzbírságon felül. A középkorban a hamis vád összefolyt a rágalmazással. Önállóan először a porosz Landrecht tárgyalta.

### Magyarországon
Magyarországon az igazságszolgáltatás munkáját fenyegető támadások között kiemelkedő helyet foglal el a hamis vádnak minősülő cselekmény elkövetése. E bűncselekménynek azonban hosszú szabályozási utat kellett bejárnia ahhoz, hogy a mai rendszertani helyére – az igazságszolgáltatás elleni bűncselekmények közé – kerüljön.

#### A Révai nagy lexikonában
„Hamis vád (calumnia)- H.-at az követ el, aki mást hatóság előtt bűncselekmény elkövetésével tudva hamisan vádol, vagy ellene tudva hamis bűnjeleket v. bizonyítékokat kohol v. állít elő. A H. tényálladókának alanyi elemo tehát az a tudat, hogy a vád, a bűnjel vagy bizonyíték hamis. A bűnösnek célja, a cselekmény indoka a tény álladók szempontjából közömbös. A magyar Btk. szerint fontos különbséget állapít meg az, vájjon a H. folytán a hamisan vádolt ellen bűnvádi eljárást indítottak-o vagy sem. Az utóbbi esetben a H. indítványi vétség, az első esetben hivatalból üldözendő. Ha a hamisan vádlott elítéltetett, a bűnösre a hamis tanuzás büntetését kell alkalmazni. H.-at gondatlanságból el lehet követni, s akkor a magyar Btk. mint rágalmazást a sértett fél indítványára 1 évig terjedhető fogházzal bünteti.”

#### Az 1978. évi törvény szerint
A hamis vád az 1978. évi IV. törvény által több szakaszban is részletesen tárgyalt bűncselekmény. Az alapeset definíciója: Aki
- a) a hatóság előtt mást bűncselekmény elkövetésével hamisan vádol
- b) más ellen bűncselekményre vonatkozó koholt adatot hoz a hatóság tudomására

bűntettet követ el, és három évig terjedő szabadságvesztéssel büntetendő.
A büntetés öt évig terjedő szabadságvesztés, ha a hamis vád alapján büntetőeljárás indul.
Ha a hamis vád alapján a vádlottat elítélik, a büntetés két évtől nyolc évig terjedő szabadságvesztés.

#### 233. §.
- Jogi tárgy: az igazságszolgáltatás zavartalan és törvényes működéséhez fűződő társadalmi érdek; a konkrét ügyben érintett személy személyi szabadsága, emberi méltósága, valamint egyéb jelentős érdeke.
- Passzív alany: az elkövetőn kívül bárki lehet, akinek jogát vagy jogos érdekét az elkövetési magatartás sérti vagy veszélyezteti.
- Elkövetési magatartás: kettős. Egyrészt lehet a bűncselekmény elkövetésével való hamisan vádolás. Vádolás lehet bármely olyan tényállítás, mely a büntetőeljárás megindítására alkalmas (tehát határozzon meg egyértelműen egy elkövetőt benne), emellett legyen kifejezett és konkrétan megjelölt. Ha a vád nem alkalmas büntetőeljárás megindítására, az nem számít bűncselekménynek (például olyasvalamivel vádol meg valakit, ami a természeti jelenségekkel vagy a fizika törvényszerűségeivel ismereteink szerint nem valósulhat meg). A vádolásnak olyan időpontban kell történnie, amikor a cselekmény büntethetősége még fennáll, de még nem indult meg az eljárás. Aki önmagát vádolja hamisan, az nem hamis vádért, hanem a hatóság félrevezetéséért fog felelni. A vádolásnak hatóság előtt kell történnie, valótlannak kell lennie, és ezt az elkövető tudatának át is kell fognia. A részlegesen hamis vád is hamisnak minősül.

Másrészt lehet az elkövetési magatartás, ha valaki bűncselekményre vonatkozó koholt bizonyítékot hoz a hatóság tudomására. Koholt a bizonyíték, ha az ügy szempontjából lényeges tényeket vagy a történeti tényállást úgy befolyásolja, hogy a bíróság hamis vagy torzított feltevésből indulhatna ki. Az hozhatja létre, aki szándékosan hamis tárgyi bizonyítási eszközt készít vagy a már létezőt megváltoztatja. Ebben az esetben is fontos, hogy a koholmánynak a hatóság tudomására kell jutnia.
- Befejezettség: befejezett, ha a hamis vádat a hatóság előtt szóban előadják vagy a vádat tartalmazó irat illetve a koholt bizonyíték a hatóság tudomására jut. Kísérlet csak abban az esetben lehet elképzelhető, ha az elkövető a maga részéről elindítja a hatóság általi megismeréshez vezető folyamatot, de az nem válik mégsem sikeressé.
- Tettesség: bárki lehet, a hamis bizonyítási eszközt előállító személy esetleg bűnsegédként felel.
- Szándékosság: mind egyenes, mind eshetőleges szándékkal megvalósítható. Fontos, hogy az elkövető tudata fogja át mindegyik tényállási elemet. Ha nem így van, akkor rágalmazásért vagy becsületsértésért felelhet.
- Minősített esetek: a büntetőeljárás különböző szakaszaihoz kapcsolódnak.
- Egység, többség, bűnhalmazat: a rendbeliség a sértettek számához kapcsolódik. Rágalmazás, becsületsértés, hamis tanúzás nem kerülhet vele halmazatba. Közokirat-hamisítás esetében azonban már elképzelhető halmazat.

#### 234. §.
234. §. Aki mást hatóság előtt bűncselekmény elkövetésével azért vádol hamisan, mert gondatlanságból nem tud arról, hogy tényállítása valótlan vagy a bizonyíték hamis, vétséget követ el, és egy évig terjedő szabadságvesztéssel, közérdekű munkával vagy pénzbüntetéssel büntetendő.
Ez a törvényhely rendeli büntetni a hamis vád gondatlan alakzatát, méghozzá annak is a hanyag változatát. Tudatos gondatlanság ugyanis gyakorlatilag elképzelhetetlen. Az a lényeges, hogy az elkövető kellő körültekintéssel vagy figyelemmel meggyőződhetett volna a vád vagy a bizonyíték valótlanságáról. Fontos továbbá, hogy ezt kész tényként közölje, a feltételezésre alapuló vádolás nem valósítja meg a bűncselekményt. Ugyancsak nem bűncselekmény, ha valaki olyan tények alapján teszi meg a feljelentését, amelyekről csak utóbb derül ki, hogy mégsem valóságosak.

#### 235. §.
235. §. Aki 

a) mást nyomozó hatóság, ügyész, bíróság vagy szabálysértési hatóság előtt szabálysértés, illetőleg nyomozó hatóság, ügyész, bíróság vagy a fegyelmi jogkör gyakorlója előtt fegyelmi vétség elkövetésével hamisan vádol 

b) más ellen szabálysértésre vagy fegyelmi vétségre vonatkozó koholt bizonyítékot hoz az a) pontban megjelölt hatóság tudomására, vétséget követ el, és egy évig terjedő szabadságvesztéssel, közérdekű munkával vagy pénzbüntetéssel büntetendő.
Az alapesethez képest enyhébb megítélést biztosító szabályozás ez, enyhébben bírálja el ugyanis azt a hamis vádat, aminek az alapja fegyelmi vétség vagy szabálysértés. nyomozó hatóság lehet: rendőrség, ügyészség, vám- és pénzügyőrség. Szabálysértési hatóság bármely szerv, mely jogosult a szabálysértés elbírálására. Csak szándékosan követhető el a bűncselekmény, gondatlan alakzata ugyanis rágalmazást valósítana meg.

#### 236. §.
236. §. (1) Ha hamis vád folytán eljárás (alapügy) indult, ennek befejezéséig hamis vád miatt büntetőeljárás csak az alapügyben eljáró hatóság feljelentése alapján indítható. Az ilyen feljelentés esetét kivéve a hamis vád elévülése az alapügy befejezésének napján kezdődik.

(2) Korlátlanul enyhíthető, különös méltánylást érdemlő esetben mellőzhető is a hamis vád elkövetőjének a büntetése, ha a vád hamisságát az alapügy befejezése előtt az eljáró hatóságnak feltárja.